# IV liga polska w piłce siatkowej mężczyzn (2023/2024)
IV liga polska w piłce siatkowej mężczyzn 2023/2024 – rozgrywki piątej w hierarchii, ostatniej ligi - po PLS (PlusLidze i Tauron 1. Lidze), II lidze i III lidze - klasy męskich ligowych rozgrywek siatkarskich w Polsce. Rywalizacja w niej toczy się systemem ligowym oraz w niektórych województwach później systemem play-off - o awans do III ligi. Za jej prowadzenie odpowiadają Wojewódzkie Związki Piłki Siatkowej. Rozgrywki na tym szczeblu prowadzone są tylko w wybranych województwach. Najlepsza drużyna bądź drużyny każdego z województw awansują do III ligi (bezpośrednio bądź po barażu). Jest to najniższy męski siatkarski poziom ligowy w Polsce.

## Dolnośląski ZPS

### Runda zasadnicza
| Miejsce | Zespół                          | M  | P  | LZ | S     | MP       |
| ------- | ------------------------------- | -- | -- | -- | ----- | -------- |
| 1.      | Akademia Siatkówki Oleśnica     | 12 | 35 | 12 | 36:4  | 988:808  |
| 2.      | SKFiS "Kudowianka" Kudowa Zdrój | 12 | 25 | 9  | 29:17 | 1055:938 |
| 3.      | BTS Elektros Gromadka           | 12 | 24 | 8  | 27:18 | 1042:962 |
| 4.      | JKS Spartakus Jawor             | 12 | 14 | 4  | 19:25 | 955:1000 |
| 5.      | KKS Jelenia Góra II             | 12 | 13 | 4  | 17:26 | 946:995  |
| 6.      | DKS Stingers Dzierżoniów        | 12 | 12 | 4  | 14:27 | 883:971  |
| 7.      | STS Budzów                      | 12 | 3  | 1  | 9:34  | 858:1053 |

### Półfinały
| Miejsce | Zespół                      | M | P | LZ | S   | MP      |
| ------- | --------------------------- | - | - | -- | --- | ------- |
| 1.      | Akademia Siatkówki Oleśnica | 2 | 4 | 2  | 6:2 | 180:147 |
| 2.      | JKS Spartakus Jawor         | 2 | 2 | 0  | 2:6 | 147:180 |

| Miejsce | Zespół                          | M | P | LZ | S   | MP      |
| ------- | ------------------------------- | - | - | -- | --- | ------- |
| 1.      | SKFiS "Kudowianka" Kudowa Zdrój | 2 | 4 | 2  | 6:2 | 191:158 |
| 2.      | BTS Elektros Gromadka           | 2 | 2 | 0  | 2:6 | 158:191 |

### O 3 miejsce
| Miejsce | Zespół                | M | P | LZ | S   | MP      |
| ------- | --------------------- | - | - | -- | --- | ------- |
| 1.      | BTS Elektros Gromadka | 2 | 4 | 2  | 6:1 | 184:141 |
| 2.      | JKS Spartakus Jawor   | 2 | 2 | 0  | 1:6 | 141:184 |

### Finał
| Miejsce | Zespół                          | M | P | LZ | S   | MP      |
| ------- | ------------------------------- | - | - | -- | --- | ------- |
| 1.      | Akademia Siatkówki Oleśnica     | 2 | 4 | 2  | 6:2 | 184:166 |
| 2.      | SKFiS "Kudowianka" Kudowa Zdrój | 2 | 2 | 0  | 2:6 | 166:184 |

     awans do III ligi

### Baraże o awans do III ligi
| Miejsce | Zespół                          | M | P | LZ | S   | MP      |
| ------- | ------------------------------- | - | - | -- | --- | ------- |
| 1.      | SKFiS "Kudowianka" Kudowa Zdrój | 2 | 4 | 2  | 6:3 | 218:195 |
| 2.      | KPS Faraon Ziębice              | 2 | 2 | 0  | 3:6 | 195:218 |

     awans do III ligi

## Małopolski ZPS

### Runda zasadnicza

#### Grupa Wschód
| Lp. | Zespół                     | Mecze | Pkt | Sety + | Sety - | pkt + | pkt - |
| --- | -------------------------- | ----- | --- | ------ | ------ | ----- | ----- |
| 1   | KS DALIN MYŚLENICE         | 8     | 24  | 24     | 1      | 619   | 363   |
| 2   | MKS Proszowice             | 8     | 17  | 19     | 9      | 642   | 547   |
| 3   | LKS BOBOWA                 | 8     | 10  | 14     | 17     | 646   | 666   |
| 4   | MUKS Sokół Gumniska Tarnów | 8     | 9   | 11     | 19     | 605   | 697   |
| 5   | Orzeł Ciężkowice           | 8     | 0   | 2      | 24     | 399   | 638   |

#### Grupa Zachód
| Lp. | Zespół                | Mecze | Pkt | Sety + | Sety - | pkt + | pkt - | Adnotacje                                        |
| --- | --------------------- | ----- | --- | ------ | ------ | ----- | ----- | ------------------------------------------------ |
| 1   | KS Hutnik Kraków      | 8     | 19  | 20     | 8      | 664   | 595   |                                                  |
| 2   | WKS WAWEL Kraków      | 8     | 17  | 19     | 8      | 632   | 536   |                                                  |
| 3   | SMS SPARTA AGH Kraków | 8     | 14  | 18     | 15     | 703   | 705   |                                                  |
| 4   | MKS Andrychów II      | 8     | 9   | 12     | 17     | 600   | 630   |                                                  |
| 5   | UMKS KĘCZANIN Kęty II | 8     | 1   | 3      | 24     | 510   | 643   | wycofanie się z rozgrywek po zakończonym sezonie |

### Runda finałowa

#### O miejsca 7-10
| Lp. | Zespół                     | Mecze | Pkt | Sety + | Sety - | pkt + | pkt - | Adnotacje                                        |
| --- | -------------------------- | ----- | --- | ------ | ------ | ----- | ----- | ------------------------------------------------ |
| 1   | MKS Andrychów II           | 4     | 9   | 9      | 3      | 227   | 212   | wycofanie się z rozgrywek po zakończonym sezonie |
| 2   | MUKS Sokół Gumniska Tarnów | 4     | 6   | 6      | 8      | 294   | 327   |                                                  |
| 3   | Orzeł Ciężkowice           | 4     | 3   | 5      | 9      | 281   | 263   | wycofanie się z rozgrywek po zakończonym sezonie |

#### O miejsca 1-6
| Lp. | Zespół                | Mecze | Pkt | Sety + | Sety - | pkt + | pkt - |
| --- | --------------------- | ----- | --- | ------ | ------ | ----- | ----- |
| 1   | KS Hutnik Kraków      | 10    | 23  | 26     | 12     | 862   | 794   |
| 2   | KS DALIN MYŚLENICE    | 10    | 20  | 24     | 14     | 870   | 791   |
| 3   | WKS WAWEL Kraków      | 9     | 16  | 20     | 14     | 782   | 720   |
| 4   | MKS Proszowice        | 9     | 9   | 14     | 23     | 769   | 813   |
| 5   | SMS SPARTA AGH Kraków | 8     | 8   | 13     | 20     | 698   | 755   |
| 6   | LKS BOBOWA            | 8     | 5   | 8      | 22     | 572   | 680   |

     awans do III ligi

## Mazowiecko-Warszawski ZPS

### Runda zasadnicza

#### Grupa 1
| Lp. | Zespół                     | Mecze | Pkt | Zw. | Sety + | Sety - | pkt + | pkt - |
| --- | -------------------------- | ----- | --- | --- | ------ | ------ | ----- | ----- |
| 1   | HTC Flot MOS Wola Warszawa | 12    | 26  | 9   | 30     | 14     | 1039  | 890   |
| 2   | KS Huragan Wołomin         | 12    | 25  | 9   | 32     | 20     | 1187  | 1065  |
| 3   | KS Halinów                 | 12    | 24  | 8   | 30     | 20     | 1096  | 1044  |
| 4   | KS Siatkarz Ząbki          | 12    | 22  | 8   | 27     | 21     | 1071  | 1009  |
| 5   | KS Mogielanka Mogielnica   | 12    | 14  | 4   | 22     | 28     | 1059  | 1124  |
| 6   | GKS YABU AS Błędów         | 12    | 9   | 2   | 13     | 31     | 901   | 1020  |
| 7   | KS Grom Przytyk            | 12    | 6   | 2   | 13     | 33     | 868   | 1069  |

#### Grupa 2
| Lp. | Zespół                  | Mecze | Pkt | Zw. | Sety + | Sety - | pkt + | pkt - | Adnotacje                                  |
| --- | ----------------------- | ----- | --- | --- | ------ | ------ | ----- | ----- | ------------------------------------------ |
| 1   | SPS Konstancin Jeziorna | 12    | 28  | 9   | 32     | 15     | 1075  | 951   |                                            |
| 2   | GLKS Nadarzyn           | 12    | 26  | 9   | 31     | 18     | 1141  | 1051  |                                            |
| 3   | GKS JAGUAR Wolanów      | 12    | 24  | 9   | 27     | 18     | 1026  | 943   |                                            |
| 4   | Olymp Błonie            | 12    | 16  | 6   | 23     | 23     | 1052  | 1078  |                                            |
| 5   | Bór Regut               | 12    | 16  | 5   | 22     | 26     | 1026  | 1053  | wycofanie się z ligi po zakończeniu sezonu |
| 6   | GKS Jastrzębia          | 12    | 9   | 2   | 15     | 31     | 960   | 1073  |                                            |
| 7   | UKS Olimp Skaryszew     | 12    | 7   | 2   | 14     | 33     | 958   | 1089  |                                            |

### Runda play-off

#### O miejsca 1-8
| Lp. | Zespół                     | Mecze | Pkt | Zw. | Sety + | Sety - | pkt + | pkt - |
| --- | -------------------------- | ----- | --- | --- | ------ | ------ | ----- | ----- |
| 1   | KS Huragan Wołomin         | 4     | 10  | 4   | 12     | 6      | 400   | 362   |
| 2   | KS Halinów                 | 4     | 8   | 3   | 10     | 5      | 369   | 347   |
| 3   | HTC Flot MOS Wola Warszawa | 4     | 7   | 2   | 8      | 6      | 321   | 295   |
| 4   | KS Siatkarz Ząbki          | 4     | 4   | 1   | 6      | 10     | 349   | 366   |
| 5   | SPS Konstancin Jeziorna    | 2     | 3   | 1   | 4      | 3      | 167   | 165   |
| 6   | GLKS Nadarzyn              | 2     | 3   | 1   | 3      | 4      | 177   | 183   |
| 7   | GKS JAGUAR Wolanów         | 2     | 1   | 0   | 3      | 6      | 178   | 201   |
| 8   | Olymp Błonie               | 2     | 0   | 0   | 0      | 6      | 109   | 151   |

     awans do III ligi

## Podkarpacki ZPS
| Lp. | Zespół                                     | Mecze | Pkt | Sety + | Sety - | pkt + | pkt - |
| --- | ------------------------------------------ | ----- | --- | ------ | ------ | ----- | ----- |
| 1   | LKS Głogovia Głogów Młp.                   | 12    | 33  | 34     | 7      | 998   | 797   |
| 2   | AlterEco Maj-Bud Bystrzaki Gmina Iwierzyce | 12    | 30  | 32     | 10     | 1005  | 810   |
| 3   | AKS V LO Rzeszów II                        | 12    | 25  | 27     | 14     | 930   | 816   |
| 4   | SST Lubcza Racławówka II                   | 12    | 18  | 23     | 22     | 983   | 983   |
| 5   | AKS ORKAN Nisko                            | 12    | 10  | 16     | 30     | 949   | 1032  |
| 6   | KU AZS UR                                  | 12    | 7   | 12     | 32     | 838   | 1016  |
| 7   | TKF Anilana Rakszawa II                    | 12    | 3   | 6      | 35     | 732   | 981   |

     awans do III ligi

## Świętokrzyski ZPS

### Runda zasadnicza

#### Grupa 1
| Lp. | Zespół                     | Mecze | Pkt | Zw. | Sety + | Sety - | pkt + | pkt - |
| --- | -------------------------- | ----- | --- | --- | ------ | ------ | ----- | ----- |
| 1   | Fair Play Końskie          | 8     | 23  | 8   | 24     | 3      | 664   | 400   |
| 2   | LERKO Academy Kielce II    | 8     | 16  | 5   | 17     | 11     | 628   | 566   |
| 3   | GKS Volley Pawłów          | 8     | 11  | 4   | 15     | 16     | 582   | 642   |
| 4   | MDinwest GKS GÓRAL Górno   | 8     | 10  | 3   | 15     | 17     | 687   | 697   |
| 5   | SKF REMITAL Skarżysko Kam. | 8     | 0   | 0   | 0      | 24     | 344   | 600   |

#### Grupa 2
| Lp. | Zespół                          | Mecze | Pkt | Zw. | Sety + | Sety - | pkt + | pkt - |
| --- | ------------------------------- | ----- | --- | --- | ------ | ------ | ----- | ----- |
| 1   | ZAG ARENA Busko-Zdrój           | 8     | 21  | 7   | 23     | 8      | 737   | 642   |
| 2   | Aluron CMC Wybicki Kielce II    | 8     | 17  | 6   | 20     | 11     | 703   | 635   |
| 3   | LKS Sparta Zagnańsk             | 8     | 14  | 5   | 17     | 13     | 689   | 663   |
| 4   | Lechia Strawczyn                | 8     | 7   | 2   | 9      | 19     | 566   | 653   |
| 5   | MultiTeam Tompawex Koral Bilcza | 8     | 1   | 0   | 6      | 24     | 625   | 727   |

### Runda play-off

#### Runda 1

##### O miejsca 1-4
| Lp. | Zespół                       | Mecze | Pkt | Zw. | Sety + | Sety - | pkt + | pkt - |
| --- | ---------------------------- | ----- | --- | --- | ------ | ------ | ----- | ----- |
| 1   | Fair Play Końskie            | 2     | 4   | 2   | 6      | 1      | 164   | 141   |
| 2   | Aluron CMC Wybicki Kielce II | 2     | 2   | 0   | 1      | 6      | 141   | 164   |

| Lp. | Zespół                  | Mecze | Pkt | Zw. | Sety + | Sety - | pkt + | pkt - |
| --- | ----------------------- | ----- | --- | --- | ------ | ------ | ----- | ----- |
| 1   | ZAG ARENA Busko-Zdrój   | 3     | 5   | 2   | 6      | 7      | 267   | 267   |
| 2   | LERKO Academy Kielce II | 3     | 4   | 1   | 7      | 6      | 267   | 267   |

##### O miejsca 5-8
| Lp. | Zespół            | Mecze | Pkt | Zw. | Sety + | Sety - | pkt + | pkt - | Adnotacje |
| --- | ----------------- | ----- | --- | --- | ------ | ------ | ----- | ----- | --------- |
| 1   | GKS Volley Pawłów | 3     | 5   | 2   | 6      | 6      | 259   | 272   |           |
| 2   | Lechia Strawczyn  | 3     | 4   | 1   | 6      | 6      | 272   | 259   |           |

| Lp. | Zespół                   | Mecze | Pkt | Zw. | Sety + | Sety - | pkt + | pkt - |
| --- | ------------------------ | ----- | --- | --- | ------ | ------ | ----- | ----- |
| 1   | MDinwest GKS GÓRAL Górno | 2     | 4   | 2   | 6      | 2      | 176   | 137   |
| 2   | LKS Sparta Zagnańsk      | 2     | 2   | 0   | 2      | 6      | 137   | 176   |

#### Runda 2

##### O miejsce 9
| Lp. | Zespół                          | Mecze | Pkt | Zw. | Sety + | Sety - | pkt + | pkt - | Adnotacje                                   |
| --- | ------------------------------- | ----- | --- | --- | ------ | ------ | ----- | ----- | ------------------------------------------- |
| 1   | SKF REMITAL Skarżysko Kam.      | 1     | 2   | 1   | 3      | 0      | 75    | 9     |                                             |
| 2   | MultiTeam Tompawex Koral Bilcza | 1     | 1   | 0   | 0      | 3      | 9     | 75    | wycofanie się z ligi po zakończonym sezonie |

##### O miejsce 7
| Lp. | Zespół              | Mecze | Pkt | Zw. | Sety + | Sety - | pkt + | pkt - | Adnotacje                                   |
| --- | ------------------- | ----- | --- | --- | ------ | ------ | ----- | ----- | ------------------------------------------- |
| 1   | LKS Sparta Zagnańsk | 2     | 4   | 2   | 6      | 4      | 219   | 202   |                                             |
| 2   | Lechia Strawczyn    | 2     | 2   | 0   | 4      | 6      | 202   | 219   | wycofanie się z ligi po zakończonym sezonie |

##### O miejsce 5
| Lp. | Zespół                   | Mecze | Pkt | Zw. | Sety + | Sety - | pkt + | pkt - |
| --- | ------------------------ | ----- | --- | --- | ------ | ------ | ----- | ----- |
| 1   | MDinwest GKS GÓRAL Górno | 3     | 5   | 2   | 8      | 6      | 295   | 287   |
| 2   | GKS Volley Pawłów        | 3     | 4   | 1   | 6      | 8      | 287   | 295   |

##### O miejsce 3
| Lp. | Zespół                       | Mecze | Pkt | Zw. | Sety + | Sety - | pkt + | pkt - |
| --- | ---------------------------- | ----- | --- | --- | ------ | ------ | ----- | ----- |
| 1   | LERKO Academy Kielce II      | 2     | 4   | 2   | 6      | 4      | 215   | 180   |
| 2   | Aluron CMC Wybicki Kielce II | 2     | 2   | 0   | 4      | 6      | 180   | 215   |

##### Finał
| Lp. | Zespół                | Mecze | Pkt | Zw. | Sety + | Sety - | pkt + | pkt - |
| --- | --------------------- | ----- | --- | --- | ------ | ------ | ----- | ----- |
| 1   | Fair Play Końskie     | 2     | 4   | 2   | 6      | 0      | 150   | 114   |
| 2   | ZAG ARENA Busko-Zdrój | 2     | 2   | 0   | 0      | 6      | 114   | 150   |

     awans do III ligi
źródło: oficjalne strony Wojewódzkich Związków Piłki Siatkowej